# 勞勃·韋納
勞勃·韋納（Robert John Wagner，1930年2月10日—）是一位美國家喻戶曉的演技派知名電視、電影演員；他因演出三部著名美國全國聯播連續劇電視影集成名美國藝壇30年；現年事已大，已處於半退休狀態，但仍為各國影迷津津樂道回憶著他；他自言自己在1950年代初踏入影壇時模仿及崇拜偶像是好萊塢影星史賓塞·屈賽。

## 早年
- 出生於美國密西根州底特律，父親是鐵公司職員；在韋納7歲時全家搬遷到加州洛杉磯；他相當早青年時就參加演員演出，都是小角色，特別是演出像克拉克蓋博這樣類型紳士演出。
- 有天勞勃韋納在好萊塢比佛利山莊某家餐廳用餐時被星探邀請演出，終於演男主角：1950年第一次電影演出《快樂年代》；之後他又演出數部配角的戰爭片，直到1952年又演出傳記式電影《With a Song in My Heart》成名，此片女主角影星蘇珊海華還安排勞勃韋納與福斯電影公司簽演員約。
- 在福斯時代他還認識女星琼·柯林斯及黛比·雷诺斯，至今50年之紅粉知交。

## 部份影視作品

### 電影
- 第一次電影演出《快樂年代》The Happy Years1950年
- 《With a Song in My Heart》1952年 成名作
- 1953年《鐵達尼號》
- 1953年《十二哩礁尋寶記》（Beneath the 12-Mile Reef）
- 1954年《斷戈浴血記》（Broken Lance）
- 1962年《碧血長天》（The Longest Day）
- 1963年《粉紅豹》（he Pink Panther）
- 1983年《粉紅豹之探長的詛咒》（Curse of the Pink Panther）
- 1993年《李小龍傳》
- 1997年《王牌大賤諜》

### 電視
- 演出數部偵探影集
- 《妙賊（英语：It Takes a Thief (1968 TV series)）》

## 花邊新聞
- 與影星娜妲麗華離婚又復合，共15年的婚姻，頗為知名，1981年11月29日娜妲麗華溺水身亡，罗伯特此后成为了长期被调查对象。

## 獎項
2007	Man in the Chair